# Купчая (деревня)
Купчая — деревня в Скопинском районе Рязанской области. Входит в Горловское сельское поселение.

## География
Находится в западной части Рязанской области на расстоянии приблизительно 48 км на запад по прямой от районного центра города Скопин.

## История
Планы Генерального межевания Епифанского уезда Тульской губернии, составленные между 1764 и 1782 годами, свидетельствуют, что в это время деревни Купчей еще не существовало. Земля, на которой она впоследствии возникла, принадлежала крупной вотчине князей Долгоруковых с центром в селе Нагиши.
По всей видимости, деревня появилась в 1-й пол XIX в. Ее название, как представляется, указывает на имевший место факт приобретения крепостных крестьян «на вывод» и их последующего расселения в новообразованном населенном пункте. Примечательно, что близ Купчей до середины ХХ в. существовала деревенька Екатериновка, в которой 1860-х гг. насчитывалось всего 6 дворов. Ее название как будто указывает на имя княгини Екатерины Гавриловны Долгоруковой, урожденной Гагариной (1785-1861), супруги нагишовского помещика князя Никиты Сергеевича Долгорукова (1768-1842).
В статистическом справочнике «Города и селения Тульской губернии в 1857 г.» указано, что в этом году население «деревни Купчей», находившейся «при безымянном протоке», составляло 256 человек «помещичьих крестьян». Местные жители были прихожанами храма Воскресения Христова в селе Нагиши.
В 1859 году здесь (тогда деревня Епифанского уезда Тульской губернии) было учтено 32 двора.
Согласно «Спискам населенных мест Тульской губернии», накануне отмены крепостного права Купчая была «деревней владельческой», в нем насчитывалось 32 двора, в которых проживали 131 мужчина и 140 женщин.
На военно-топографической карте Тульской губернии 1863 года указано, что в деревне в это время действовали 3 деревянные ветряные мельницы. Одна из них стояла на холме слева от дороги в деревню Екатериновку (ныне урочище), еще две – между южным порядком крестьянских домов и дорогой в село Нагиши.
После освобождения от крепостного права в 1861 году "деревня Купчинка" вошла в состав Троицко-Орловской волости. К 1866 году ее жители не успели погасить выкупные платежи и оставались оброчными временнообязанными крестьянами бывшего помещика князя С. Н. Долгорукова (их соседи из Екатериновки обозначены как крестьяне издельно-оброчные). Мужское население деревни составляло 138 душ. Общая площадь обрабатывавшейся ими земли равнялась 308 десятин 1908 саж. (337,37 га). По состоянию на 1 января 1867 года каких-либо недоимок за ними не числилось.
При районировании Тульской губернии в 1924 году деревня Купчая вошла в состав Бучальско-Молоденского района Тульской губернии, позднее – Горловского района Московской, затем Рязанской областей. Топографические карты РККА 1941 года (съемки 1939 г.) свидетельствуют, что в это время в деревне имелся собственный сельсовет и насчитывалось 118 строений.

## Население
Численность населения: 256 человек (1857 год), 271 человек (1859 год), 32 в 2002 году (русские 100 %), 18 в 2010.